# SVV/Dordrecht'90
SVV/Dordrecht'90 was een Nederlandse betaald-voetbalclub in de stad Dordrecht, in de provincie Zuid-Holland. De club, ontstaan door een fusie tussen SVV uit Schiedam en Dordrecht'90, bestond van juni 1991 tot september 1993.

## Aanloop tot de fusie
Op 22 juni 1991 maakten de voorzitters van SVV, John van Dijk, en van Dordrecht'90, Cees den Braven, bekend dat beide clubs verder gingen als SVV/Dordrecht'90.
SVV was in 1988 bijna failliet en Van Dijk had de club financieel gered. In 1990 werd SVV kampioen van de Eerste divisie en promoveerde. De club had echter geen geschikt stadion voor Eredivisiewedstrijden en speelde haar thuiswedstrijden in stadion De Kuip. De club had tevergeefs geprobeerd om te fuseren met Sparta Rotterdam en Feyenoord omdat de club zonder stadion weinig perspectieven zag. Nieuwbouw in Schiedam bleek onhaalbaar en de club dreigde haar licentie te verliezen.
Dordrecht'90 was sinds 1990 onder leiding van Den Braven. Hij hernoemde DS'79 in Dordrecht'90 en had grote ambities met de club. De club speelde echter in de Eerste Divisie en had weinig zicht op promotie.
Van Dijk en Den Braven waren zakenrelaties en kenden elkaar al langer. Een opheffing van SVV zou er ook toe leiden dat er veel kapitaal, wat geïnvesteerd was in spelers, verloren zou gaan. Van Dijk zag in de fusie een mogelijkheid om kapitaal veilig te stellen terwijl Den Braven zijn ambities met Dordrecht'90 kon verwezenlijken omdat de fusieclub de Eredivisieplaats van SVV zou overnemen. De club zou gaan spelen in stadion De Krommedijk in Dordrecht. De fusie leek eigenlijk een overname van SVV door Dordrecht'90. De leidinggevende posities kwamen bij Dordrecht'90-mensen terwijl de overvolle spelersgroep vooral uit SVV-spelers zou bestaan.

## SVV/Dordrecht'90 1991–1993
Den Braven werd voorzitter en Dick Advocaat (voormalig SVV) werd aangesteld als trainer. Hans Verèl (tot dan trainer van Dordrecht'90) werd technisch directeur en moest flink snijden in de selectie van 50 spelers. Binnen de spelersgroep ontstond onvrede en er waren twee kampen. Daarnaast kreeg Dick Advocaat al snel ruzie met Den Braven. Na twee maanden werd Advocaat ontslagen; de nieuwe trainer werd Hans Verèl. SVV/Dordrecht'90 werd in het seizoen 1991/92 vijftiende in de Eredivisie.
Voor het seizoen 1992/93 werd Han Berger als trainer benoemd. Voorafgaand aan het seizoen nam SVV/Dordrecht'90 deel aan de Intertoto Cup. Het seizoen verliep slecht en ondanks een trainerswissel, Nico van Zoghel voor Berger, eindigde de ploeg als laatste en degradeerde.
Voorafgaand aan het seizoen 1993/94 besloot vicevoorzitter John van Dijk (voormalig SVV-voorzitter) de club te verlaten. Den Braven haalde de naam SVV uit de clubnaam; dit was de laatste verwijzing naar het Schiedamse deel van de fusieclub. De club ging weer verder als Dordrecht'90.

## SVV/Dordrecht'90 in Europa
| Seizoen | Competitie    | Ronde | Land       | Club             | Score    |
| ------- | ------------- | ----- | ---------- | ---------------- | -------- |
| 1992/93 | Intertoto Cup | Groep | Duitsland  | 1.FC Saarbrücken | 1–1, 1–1 |
|         |               |       | Denemarken | Aalborg BK       | 0–3, 1–1 |
|         |               |       | Zweden     | Hammarby IF      | 0–3, 2–1 |

## Overzichtslijsten

### Resultaten betaald voetbal 1991–1993
| 15 |

| 18 |

| Eredivisie |

In elke staaf van de grafiek staat van boven naar beneden vermeld: 
- Eindnotering

Dit is de positie die de club heeft bereikt in de competitie, zonder eventuele beslissings-, play-off- of nacompetitiewedstrijden die nodig zijn geweest om bijvoorbeeld de kampioen van de competitie te bepalen.
Indien een * achter het getal staat is de notering een tussenstand en kan het zijn dat de notering niet overeenkomt met de uiteindelijke eindstand van de competitie.
Staat er een - dan is het seizoen nog bezig en is er geen definitieve uitslag bekend.
Staat er xx op de positie van de notering, dan heeft de club vroegtijdig de competitie verlaten. Dit kan onder andere komen door terugtrekking van het team, faillissement van de club of door een uitgedeelde straf van de KNVB. In veel gevallen staat elders in het artikel de reden vermeld.
Staat er een ? dan is het resultaat uit het verleden onbekend, en is alleen de competitie of het niveau bekend van dat seizoen.
In de seizoenen 2019/20 en 2020/21 werd wegens de coronacrisis het amateurvoetbal afgebroken. Daardoor kennen deze staven geen eindklassering (middels -- weergegeven).
- Competitieniveau en afdelingsletter of Officiële eindstand Eredivisie
  - Competitieniveau en afdelingsletter

Hierbij geeft het getal het niveau weer, dat ook terug te vinden is in de legenda. De letter is de afdelingsaanduiding en wordt gebruikt wanneer er meer afdelingen zijn op hetzelfde niveau. De afdelingsletter is altijd een hoofdletter en wordt meestal zonder nummer gebruikt.
Voorbeeld: 2F is niveau 2e klasse competitie F.
Het competitieniveau en nummer wordt niet vermeld wanneer er slechts één competitie van dit niveau was.
  - Officiële eindstand Eredivisie (getal staat tussen haakjes vermeld)

Sinds de introductie van play-offwedstrijden voor Europees voetbal na afloop van de reguliere competitie in 2005/06, is de KNVB verplicht een eindstand van de Eredivisie door te geven aan de UEFA aan de hand van deze play-offwedstrijden.
Bij deze eindstand staan clubs die zich hebben gekwalificeerd voor Europees voetbal hoger dan clubs die zich niet wisten te kwalificeren. Indien er geen verschil was tussen de eindnotering en de officiële eindstand, staat dit getal niet vermeld.

- Onderafdeling

Hier staat afgekort de naam van de onderafdeling indien de club in dat jaar in een onderafdeling uitkwam. Tevens staat deze afkorting in de legenda en wordt gelinkt naar het artikel over deze onderafdeling. Deze afkorting wordt alleen vermeld wanneer de club in het verleden in verschillende onderafdelingen heeft gespeeld. Deze vermelding is in de staaf altijd in kleine letters. Deze onderafdelingen zijn na het seizoen 1995/96 afgeschaft. Heeft de club in slechts één onderafdeling gespeeld, dan is dit alleen terug te vinden in de legenda.
Onder de staaf staat het jaartal vermeld waarin het seizoen is afgesloten. 15 verwijst naar het seizoen 2014/15 of eventueel het seizoen 1914/15.
Wanneer een staaf leeg is, zijn deze gegevens niet bekend. Het kan ook zijn dat de club dat seizoen niet heeft meegespeeld op het hogere amateurniveau, vroegtijdig de competitie heeft verlaten of uit de competitie is gezet.

In het seizoen 1944/45 was er wegens de Tweede Wereldoorlog geen regulier competitievoetbal.

### Seizoensoverzichten
| Resultaten van SVV/Dordrecht'90 sinds de oprichting in 1991 | Resultaten van SVV/Dordrecht'90 sinds de oprichting in 1991 | Resultaten van SVV/Dordrecht'90 sinds de oprichting in 1991 | Resultaten van SVV/Dordrecht'90 sinds de oprichting in 1991 | Resultaten van SVV/Dordrecht'90 sinds de oprichting in 1991 | Resultaten van SVV/Dordrecht'90 sinds de oprichting in 1991 | Resultaten van SVV/Dordrecht'90 sinds de oprichting in 1991 | Resultaten van SVV/Dordrecht'90 sinds de oprichting in 1991 | Resultaten van SVV/Dordrecht'90 sinds de oprichting in 1991 | Resultaten van SVV/Dordrecht'90 sinds de oprichting in 1991 | Resultaten van SVV/Dordrecht'90 sinds de oprichting in 1991 | Resultaten van SVV/Dordrecht'90 sinds de oprichting in 1991 | Resultaten van SVV/Dordrecht'90 sinds de oprichting in 1991 |
| Seizoen                                                     | Competitie                                                  | Competitie                                                  | Competitie                                                  | Competitie                                                  | Competitie                                                  | Competitie                                                  | Competitie                                                  | Competitie                                                  | Competitie                                                  | Kwalificatie                                                | KNVB beker                                                  | Bijzonderheid                                               |
| Seizoen                                                     | Divisie                                                     | GW                                                          | W                                                           | G                                                           | V                                                           | DV                                                          | DT                                                          | PNT                                                         | POS                                                         | Kwalificatie                                                | KNVB beker                                                  | Bijzonderheid                                               |
| ----------------------------------------------------------- | ----------------------------------------------------------- | ----------------------------------------------------------- | ----------------------------------------------------------- | ----------------------------------------------------------- | ----------------------------------------------------------- | ----------------------------------------------------------- | ----------------------------------------------------------- | ----------------------------------------------------------- | ----------------------------------------------------------- | ----------------------------------------------------------- | ----------------------------------------------------------- | ----------------------------------------------------------- |
| 1991/92                                                     | Eredivisie                                                  | 34                                                          | 9                                                           | 7                                                           | 18                                                          | 38                                                          | 64                                                          | 25                                                          | 15e                                                         | Intertoto Cup                                               | 2e ronde                                                    | SVV en FC Dordrecht fuseren tot SVV/Dordrecht '90           |
| 1992/93                                                     | Eredivisie                                                  | 34                                                          | 5                                                           | 10                                                          | 19                                                          | 30                                                          | 68                                                          | 20                                                          | 18e                                                         | Rechtstreekse degradatie                                    | 3e ronde                                                    | Na het seizoen gaat de club verder als Dordrecht '90        |

### Topscorers
- 1991/92:  Romeo Wouden (8)
- 1992/93:  Romeo Wouden (6)
0000000  Michel Langerak (6)

### Trainers
- 1991–1991:  Dick Advocaat
- 0000–1991:  Peter van Velzen (a.i.)
- 1991–1992:  Hans Verèl
- 0000–1991:  Nikola Budišić (a.i.)

- 1992–1993:  Han Berger
- 1993–1993:  Nico van Zoghel